# Georg Uhlig
Georg Uhlig (* 14. April 1881 in Arnsdorf bei Roßwein; † unbekannt) war ein deutscher Jurist, Amtshauptmann und Landrat.

## Leben und Wirken
Nach Schulbesuch des Gymnasiums zum heiligen Kreuz in Dresden und Studium der Rechtswissenschaften sowie Promotion zum Dr. jur. legte er am 11. März 1911 die juristische große Staatsprüfung ab. Danach war er im öffentlichen Dienst als Regierungsrat tätig und in der Kreishauptmannschaft Bautzen tätig.
Am 1. Februar 1925 wurde er als Amtshauptmann in der Amtshauptmannschaft Freiberg im sächsischen Erzgebirge eingesetzt.  Er blieb dort, ab 1. Januar 1939 mit der neuen Amtsbezeichnung Landrat, bis zum Ende des Zweiten Weltkrieges im Amt. 